# Maria Lang
Maria Lang (* 31. März 1914 in Västerås; † 9. Oktober 1991 in Nora; eigentlich Dagmar Maria Lange) war eine schwedische Schriftstellerin. Maria Lang gilt als eine der bekanntesten schwedischen Krimiautoren. Von 1949 bis 1990 veröffentlichte sie 43 Romane und vier Jugendbücher.

## Leben
Maria Lang studierte an der Universität Stockholm Literaturwissenschaft und promovierte 1946 mit einer Arbeit über Pontus Wikner. Von 1948 bis 1968 war sie Rektorin an der privaten Mädchenschule Ahlströmska Skola in Stockholm. Als Dozentin war sie bis 1974 tätig. Nach ihrer Pensionierung zog Lang nach Nora, wo sie bis zu ihrem Tod lebte.
1949 veröffentlichte Maria Lang den Kriminalroman Mördaren ljuger inte ensam und verursachte einige Kontroversen, da zwei der Hauptfiguren in einer homosexuellen Beziehung lebten. Bereits in ihrem ersten Werk sind viele Motive der Lang-Krimis zu finden: die schwedische Naturromantik, eine komplexe Intrige und ein Mordmotiv mit sexuellem Hintergrund.
1971 gehörte sie zu den 13 schwedischen Autoren, welche die Svenska Deckarakademin gründeten. Nach einem Streit mit Per Wahlöö um die Auszeichnung Richard Neelys mit dem schwedischen Krimipreis schied sie 1973 aus der Organisation aus. 1985 erschien ihre Autobiografie Vem är du? Dagmar Lange eller Maria Lang. Ein Jahr vor ihrem Tod wurde mit Se Skoga och sedan ... ihr letzter Roman veröffentlicht.

## Werke
- 1949: Mördaren ljuger inte ensam

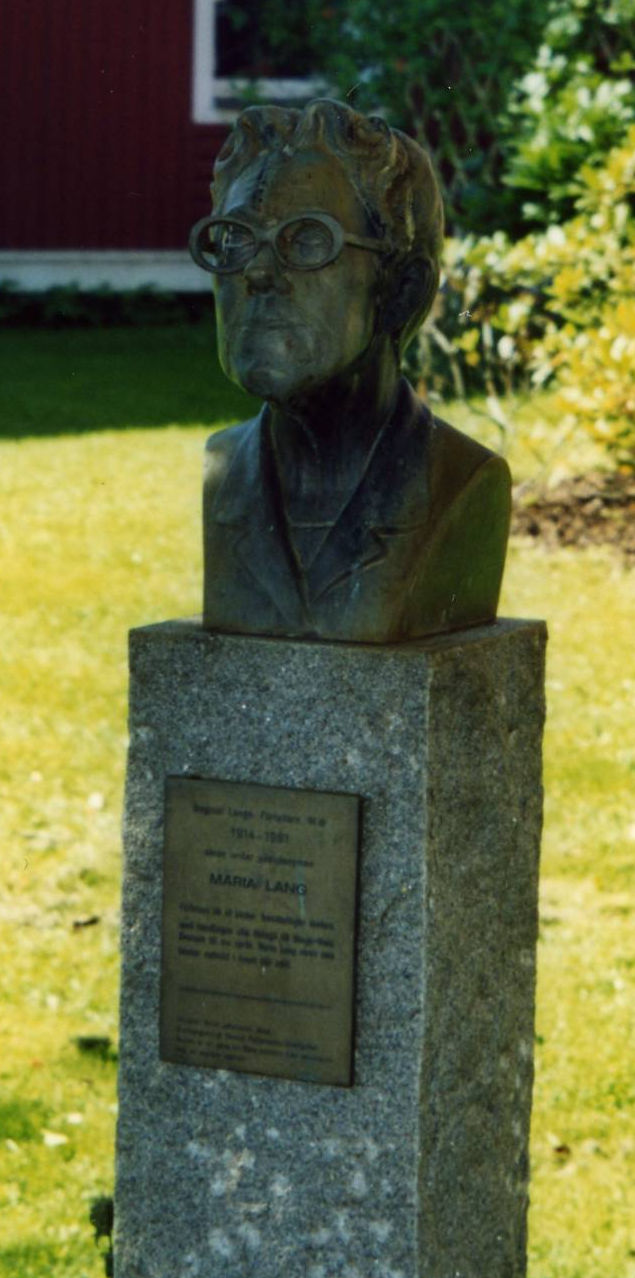
Statue von Maria Lang in Nora

  - Nicht nur der Mörder lügt, dt. von Leena Flegler; btb, München 2015. ISBN 978-3-442-75459-5
- 1950: Farligt att förtära
- 1951: Inte flera mord
- 1952: En skugga blott
- 1953: Rosor, kyssar och döden
- 1954: Tragedi på en lantkyrkogård
  - Tragödie auf einem Landfriedhof, dt. von Stefan Plüschkat; btb, München 2015. ISBN 978-3-442-75460-1
- 1955: Se döden på dig väntar
  - Sieh, wie der Tod auf Dich wartet, dt. von Erik Gloßmann; Neuer Europa Verlag, Leipzig 2008. ISBN 978-3-86695-829-6
- 1956: Mörkögda augustinatt
- 1957: Kung Liljekonvalje av dungen
- 1958: Farliga drömmar
- 1959: Ofärd i huset bor
- 1960: Vår sång blir stum
- 1961: Att vara kvinna
- 1962: En främmande man
- 1963: Tre små gummor
- 1964: Ögonen
- 1964: Siden sammet
- 1965: De röda kattorna
- 1966: Svart sommar
- 1967: Vitklädd med ljus i hår
- 1968: Ingen returbiljett
- 1969: Intrigernas hus
- 1970: Staden sover
- 1971: Mördarens bok
- 1971: Akta dej, Katja!
  - 1977: Pass auf, Katja!, dt. von Eckehard Schultz; Rowohlt, Reinbek bei Hamburg 1977. ISBN 3-499-20161-5
- 1972: Hjälp mej, Katja!
  - 1978: Hilf mir, Katja!, dt. von Eckehard Schultz; Rowohlt, Reinbek bei Hamburg 1978. ISBN 3-499-20177-1
- 1972: Vem väntar på värdshuset?
- 1973: Vi var tretton i klassen
- 1974: Det är ugglor i mossen
- 1975: Dubbelsäng i Danmark
- 1975: Jan och Katja jagar jultomten
  - 1979: Katja und Jan auf Jagd, dt. von Eckehard Schultz; Rowohlt, Reinbek bei Hamburg 1979. ISBN 3-499-20232-8
- 1976: Körsbär i november
- 1977: Jan och Katja jagar en kista
- 1977: Arvet efter Alberta
- 1978: Camilla vid skiljevägen
- 1979: Svar till Ensam Eva
- 1980: Inga pengar till Vendela
- 1981: Gullregn i oktober
- 1982: Docka vit, Docka röd
- 1983: Fyra fönster mot gården
- 1984: Använd aldrig arsenik
- 1985: Klappa inte katten
- 1986: Dödligt drama på Dramaten
- 1987: Ånglok 16 på fel spår
- 1988: Tvillingen i spegeln
- 1989: Flyttbil försvunnen
- 1990: Se Skoga och sedan...